# Esch (bei Gerolstein)

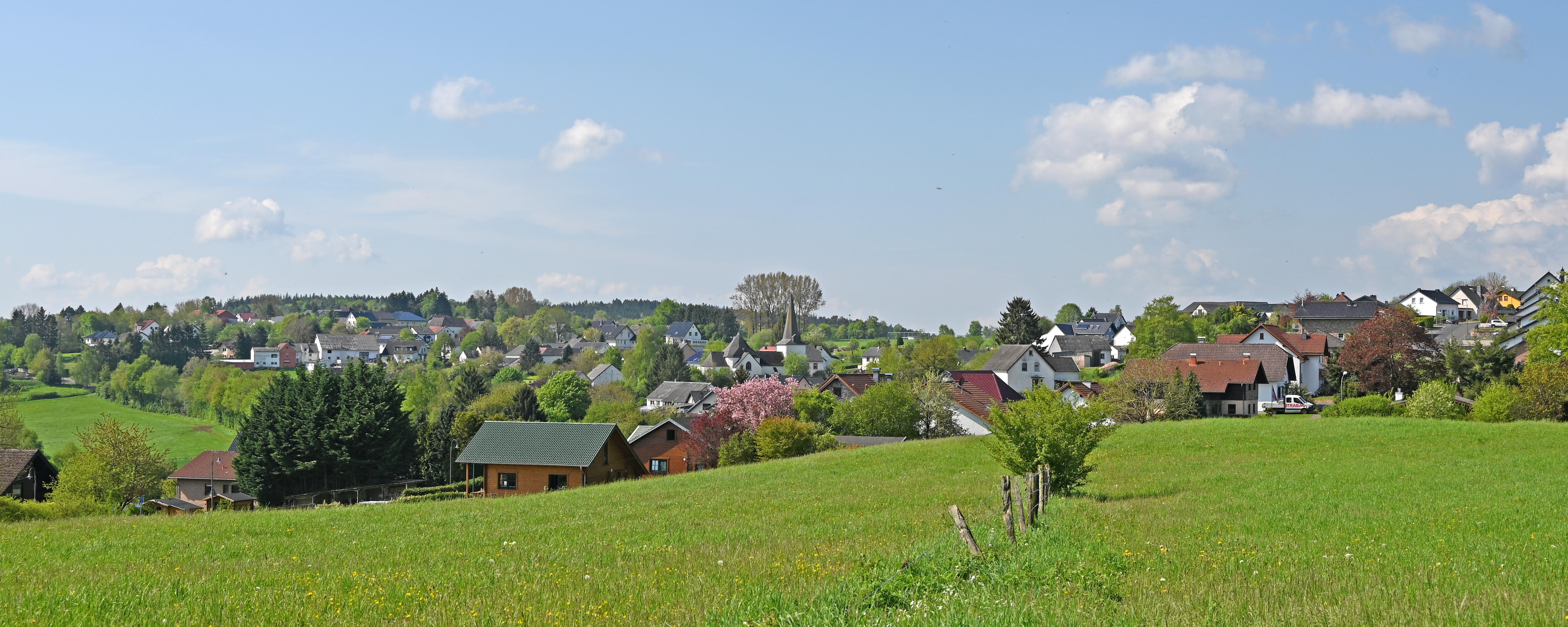
Esch von Nordosten

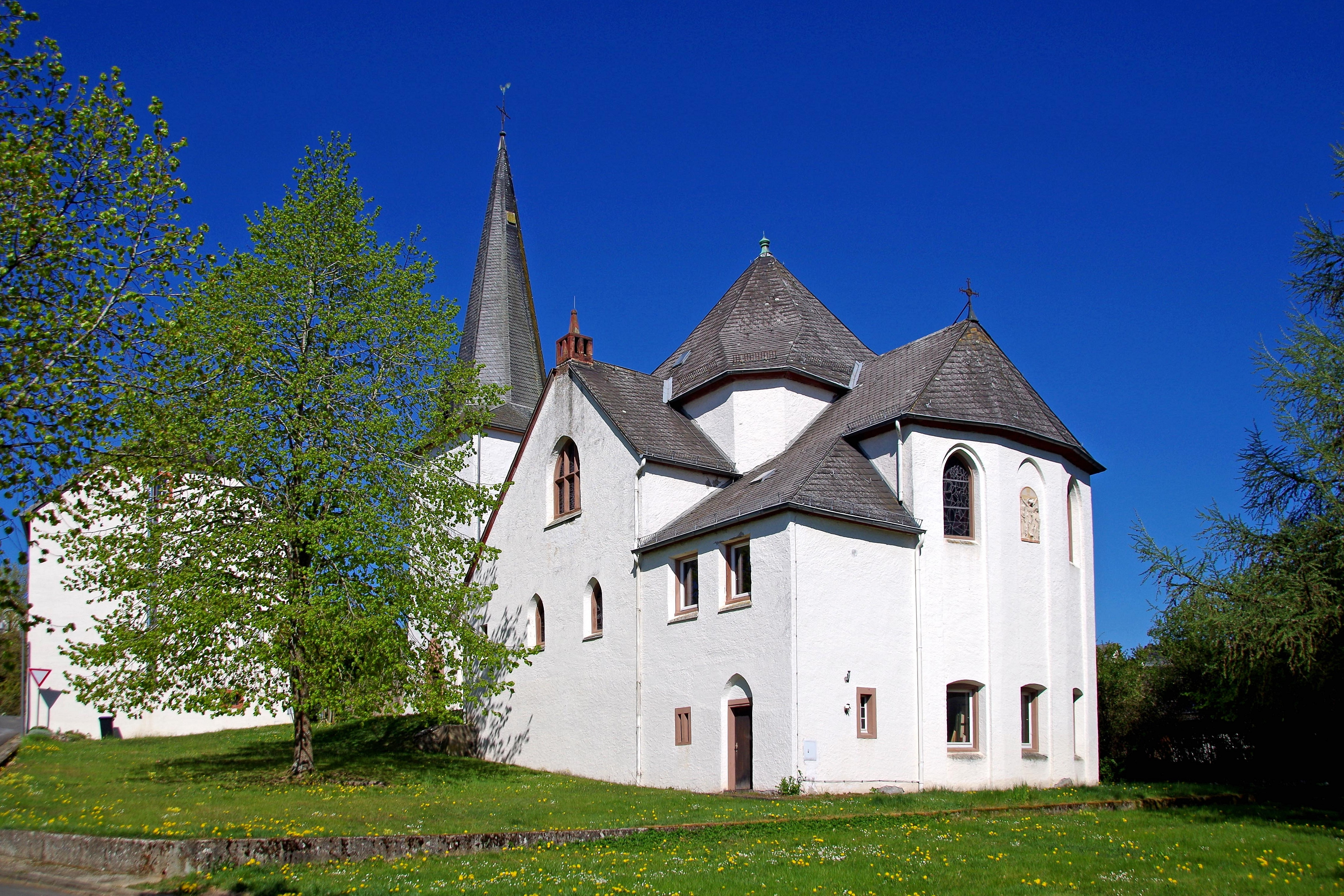
St. Medardus (Esch), Südostseite

Esch ist eine Ortsgemeinde im Landkreis Vulkaneifel in Rheinland-Pfalz. Sie gehört der Verbandsgemeinde Gerolstein an.

## Geographie
Der Ort liegt im Naturpark Vulkaneifel. Zu Esch gehören auch die Wohnplätze Am Schwarzenpütz, Eschermühle (Hargartenmühle), Leuteratherhof, Mieshof, Reinertshof, Tannenhof und Wacholderhof.

## Geschichte
Esch liegt an der Römerstraße, die von Trier nach Köln führte (Agrippastraße). Der Ort wurde erstmals im 12. Jahrhundert urkundlich erwähnt. Im 16. Jahrhundert befand sich in Esch ein Gericht, das die Obergerichtsbarkeit über mehrere Orte der näheren Umgebung ausübte. Bekannt wurde Esch durch seine Hexenprozesse im 17. Jahrhundert. Das Dorf wurde im Zweiten Weltkrieg sehr stark zerstört. Südlich von Esch befindet sich ein Ehrenfriedhof, der von den schweren Kämpfen im März 1945 zeugt.
Bevölkerungsentwicklung
Die Entwicklung der Einwohnerzahl von Esch, die Werte von 1871 bis 1987 beruhen auf Volkszählungen:
| Jahr | Einwohner |
| ---- | --------- |
| 1815 | 244       |
| 1835 | 311       |
| 1871 | 372       |
| 1905 | 422       |
| 1939 | 456       |
| 1950 | 454       |
| 1961 | 450       |

| Jahr | Einwohner |
| ---- | --------- |
| 1970 | 494       |
| 1987 | 429       |
| 1997 | 541       |
| 2005 | 536       |
| 2011 | 472       |
| 2017 | 409       |
| 2023 | 423       |

## Politik

### Gemeinderat
Der Gemeinderat in Esch besteht aus acht Ratsmitgliedern, die bei der Kommunalwahl am 9. Juni 2024 in einer Mehrheitswahl gewählt wurden, und dem ehrenamtlichen Ortsbürgermeister als Vorsitzendem.

### Bürgermeister
Alex Michels wurde am 30. Juli 2024 Ortsbürgermeister von Esch. Bei der Direktwahl am 9. Juni 2024 war er als einziger Bewerber mit einem Stimmenanteil von 71,80 % für fünf Jahre in sein Amt gewählt worden.
Der Vorgänger von Alex Michels, Edi Schell, hatte das Amt langjährig inne und war bei der Wahl 2024 nicht erneut angetreten.

### Wappen
| Wappen von Esch | Blasonierung: „In rot ein goldener Schild, darin ein rotbewehrter schwarzer Löwe, belegt mit fünflätzigem, rotem Turnierkragen; darüber wachsend St. Petrus in goldenem Gewand mit silbernem Nimbus, silbernem Buch in der rechten und silbernem Schlüssel mit abgewendetem Bart in der Linken.“                 |
| Wappen von Esch | Wappenbegründung: Das Wappen der Gemeinde Esch ist einem alten Schöffensiegel von 1620 nachgebildet. Der schwarze Löwe weist auf die einstige Landesherrschaft der Grafen von Manderscheid-Blankenheim hin. Der hl. Petrus mit seinen Attributen Schlüssel und Himmelsbuch ist der Ortspatron der Gemeinde Esch. |

## Kultur und Sehenswürdigkeiten
- Liste der Kulturdenkmäler in Esch
- Liste der Naturdenkmale in Esch
- Oktoberfest im Frühling
- Mimen- und Clownzentrum